# Kemneria colombiana
Kemneria colombiana är en kackerlacksart som beskrevs av Karlis Princis 1946. Kemneria colombiana ingår i släktet Kemneria och familjen jättekackerlackor.
Artens utbredningsområde är Colombia. Inga underarter finns listade i Catalogue of Life.